# 小雀信号所
小雀信号所（こすずめしんごうしょ）は、かつて神奈川県横浜市戸塚区小雀町にあったドリーム開発ドリームランド線の信号所（廃駅）である。

## 歴史
- 1966年（昭和41年）5月2日：ドリーム交通モノレール大船線開業に伴い、信号所として開設[1][2]。
- 1967年（昭和42年）
  - 9月24日：軌道を支えるコンクリート等に亀裂が発見され、他にも車両重量超過など安全性が問題視されたため運行休止[2]。
  - 9月27日：正式に営業を休止[2]。
- 1982年（昭和57年）3月：モノレール大船線の経営権譲渡により、ドリーム開発が継承。同社の信号所となる。
- 1995年（平成7年）6月14日：再開計画としてドリームランド線へ改称。
- 2002年（平成14年）8月21日：ドリーム開発の親会社となっていたダイエーがドリームランド線廃止を正式に発表[3]。
- 2003年（平成15年）9月18日：ドリームランド線廃止に伴い廃止[1]。

## 構造
列車交換のための信号所であり、将来の駅格上げを想定して島式ホームがあり、階段設置を見越してホーム上に穴が開けられていた。また、ホーム下には職員の詰め所があった。分岐側の軌道延長上には安全側線が設けられていた。
| ← 大船駅                                    | 小雀信号所 配線図 | → ドリームランド駅 |
| 出典:国土地理院 1:2,500国土基本図（骨格図） |                   |                    |

運行休止後、高所区間の集電レールおよび信号設備の撤去に使用された作業車両は、事業廃止による軌道・橋脚の撤去が行われるまで当信号所に留置されていた。

## 周辺
- 横浜市水道局小雀浄水場
- 影取北公園
- 小雀公園
- 公文国際学園中等部・高等部
- 国道1号

## 廃止後の現状
当信号所は路線廃止後に解体され、跡地は花処千草園、住宅、畑などになっており、痕跡を見つけることはできない。

## 隣の駅
ドリーム開発
ドリームランド線
大船駅 - 小雀信号所 - ドリームランド駅